# Investidura presidencial de Woodrow Wilson en 1913

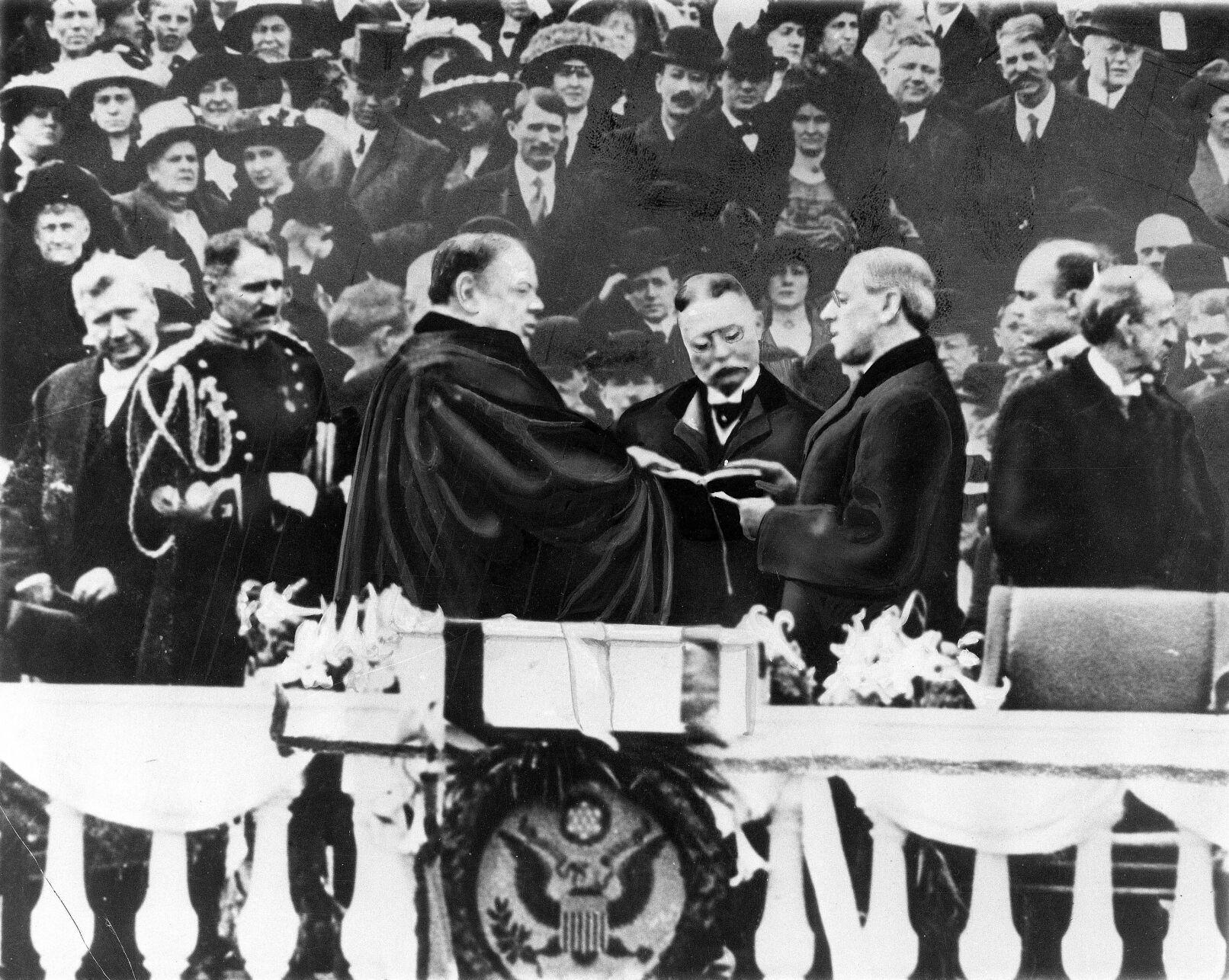
Inauguración presidencial de Woodrow Wilson de 1913.

La primera toma de posesión de Woodrow Wilson como vigésimo octavo presidente de los Estados Unidos tuvo lugar el martes 4 de marzo de 1913 en el pórtico Este del Capitolio de los Estados Unidos en Washington D. C.. Fue la 32.ª toma de posesión de la historia de Estados Unidos y marcó el comienzo del primer mandato de Wilson como presidente y Thomas R. Marshall como vicepresidente. El presidente de la Corte Suprema, Edward Douglass White, fue el encargado de tomar el juramento presidencial a Wilson.
En su discurso inaugural, Wilson dejó clara su visión de Estados Unidos y su pueblo como una fuerza moral ejemplar: "En ningún otro lugar del mundo los hombres y mujeres honrados han exhibido de forma más notable la belleza y la energía de la solidaridad, la bondad y el compañerismo en sus esfuerzos por corregir el mal, aliviar el sufrimiento y encaminar a los débiles hacia la fuerza y la esperanza". No se realizó baile inaugural para celebrar la ocasión, ya que Wilson lo consideró inapropiado para la ocasión.
El día anterior a su toma de posesión, Wilson esperaba que la multitud lo recibiera en la estación de ferrocarril a su llegada a Washington. Sin embargo, acudió más gente a la marcha por el sufragio femenino organizada por Alice Paul.